# مات براون (مقدم تلفزيوني)
مات براون (بالإنجليزية: Matt Brown)‏ هو مقدم تلفزيوني بريطاني، ولد في 1974.

## وصلات خارجية
- مات براون على موقع IMDb (الإنجليزية)